# Razama

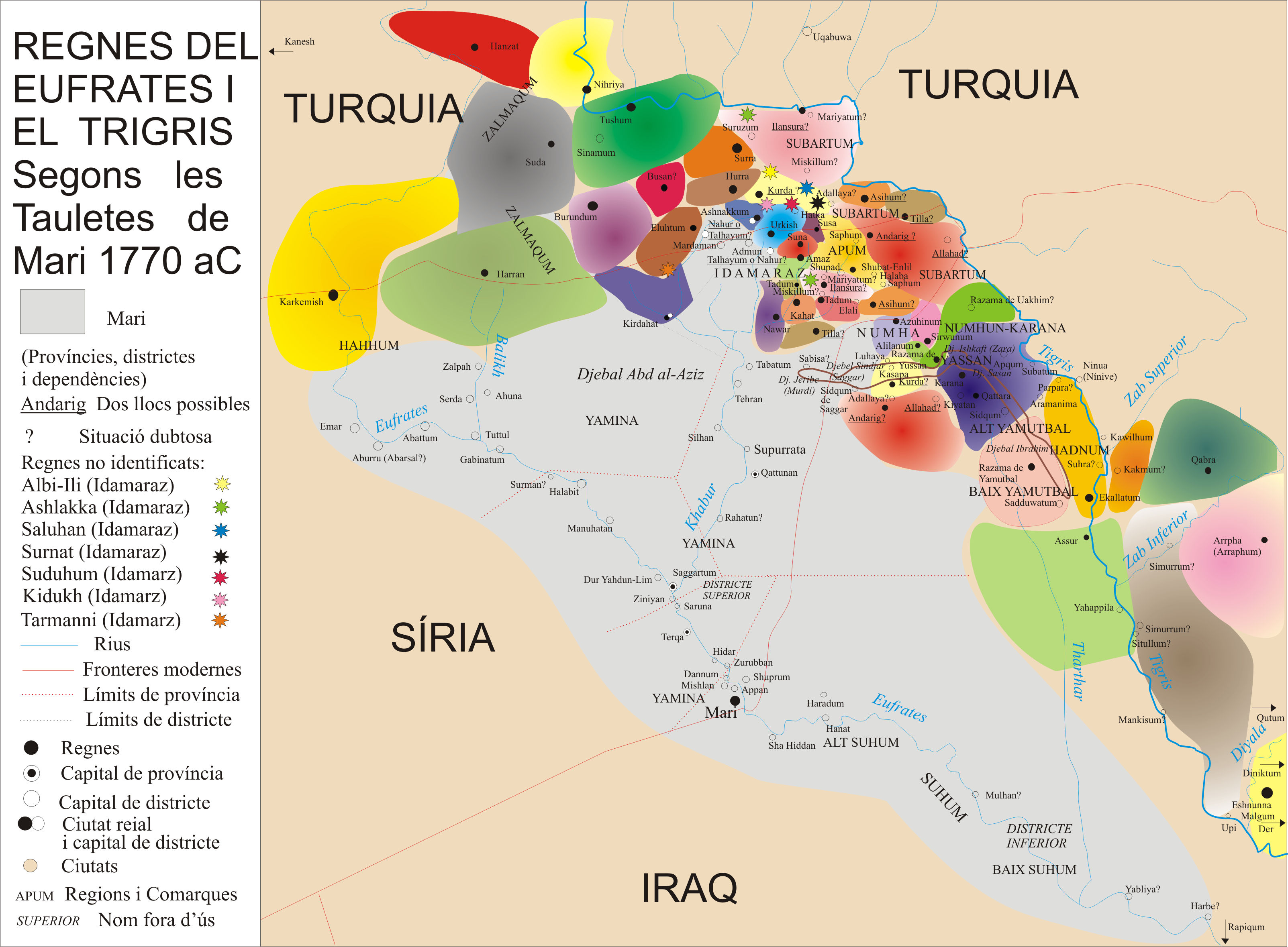
Mapa

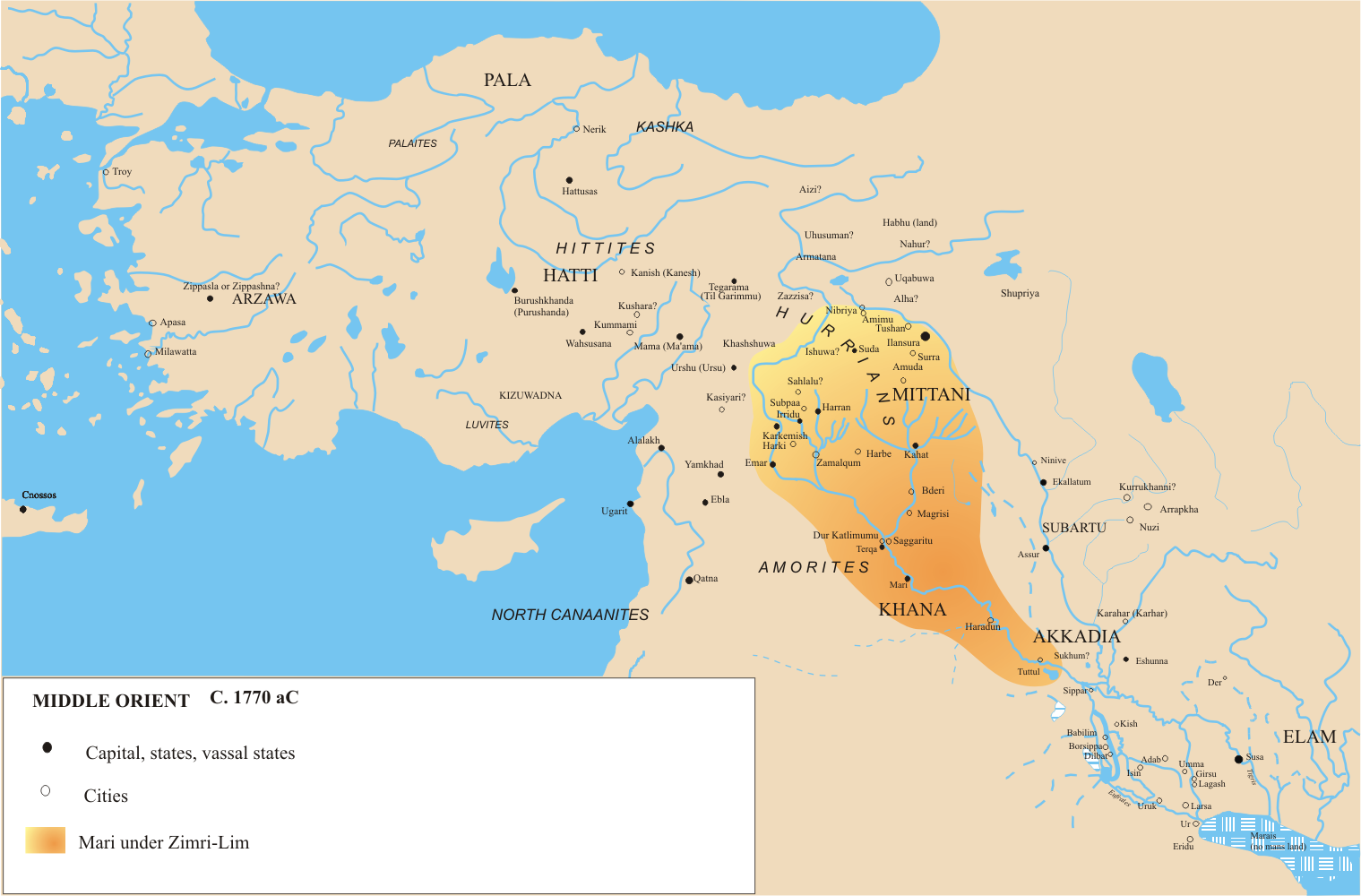
dominis de Zimrilim

Razama fou una ciutat de Mesopotàmia, capital secundària del poble amorrita de Yamutbal. Aquesta Razama era coneguda com a Ramaza del nord o de la terra de Yussan, mentre que la Razama de Yamutbal estava al sud a Larsa. Tenia a l'oest la província de Qattunan, i a l'est tenia les ciutats de Qattara i Karana. Estava propera a Andarig i en l'actual territori de Síria. Els habitants de Razaman (hi hauria fins a tres ciutats amb aquest nom) són anomenats razameus.
Va pertànyer a Shamsiadad d'Ekallatum fins a la mort del rei vers el 1775 aC i després apareix en possessió de Sharrum-kima-kalima o Sharriya (Sharraya), rei de Yamutbal que estava aliat a Hatnu-Rabi de Qattara i a Zimri-Lim de Mari. La cessió (vers 1765 aC) de la ciutat de Sadduwatum, estació de la ruta entre Assur i Kanesh, a Ekallatum, suggereix que estava propera a aquesta ciutat. Durant el setge de Razama per part d'Aramrum d'Andarig, el rei d'Eshunna Ibalpiel II va reunir tropes per anar en el seu ajut, i pel camí va obtenir subministraments del seu governador a Qattunan, però quan va arribar Razama ja havia rebutjat a les forces d'Andarig i va retornar. Sharraya hauria estat derrotat per Aqba-Hammu de Karana després d'un setge, que seria un setge diferent de l'anterior. Karana va dominar Razama fins vers el 1760 aC quan Hammurabi de Babilònia va conquerir la zona.